# TAB-63
TAB-63 (abreviere de la Transportor Amfibiu Blindat model 1963) a fost un prototip experimental al unui transportor blindat pentru trupe fabricat în România. TAB-63 a fost construit prin montarea unor subansambluri de fabricație românească în interiorul carcasei blindate a unui transportor BTR-60P. Deși nu a intrat în faza de producție, prototipul a fost precursorul transportorului blindat pentru trupe TAB-71.

## Istorie

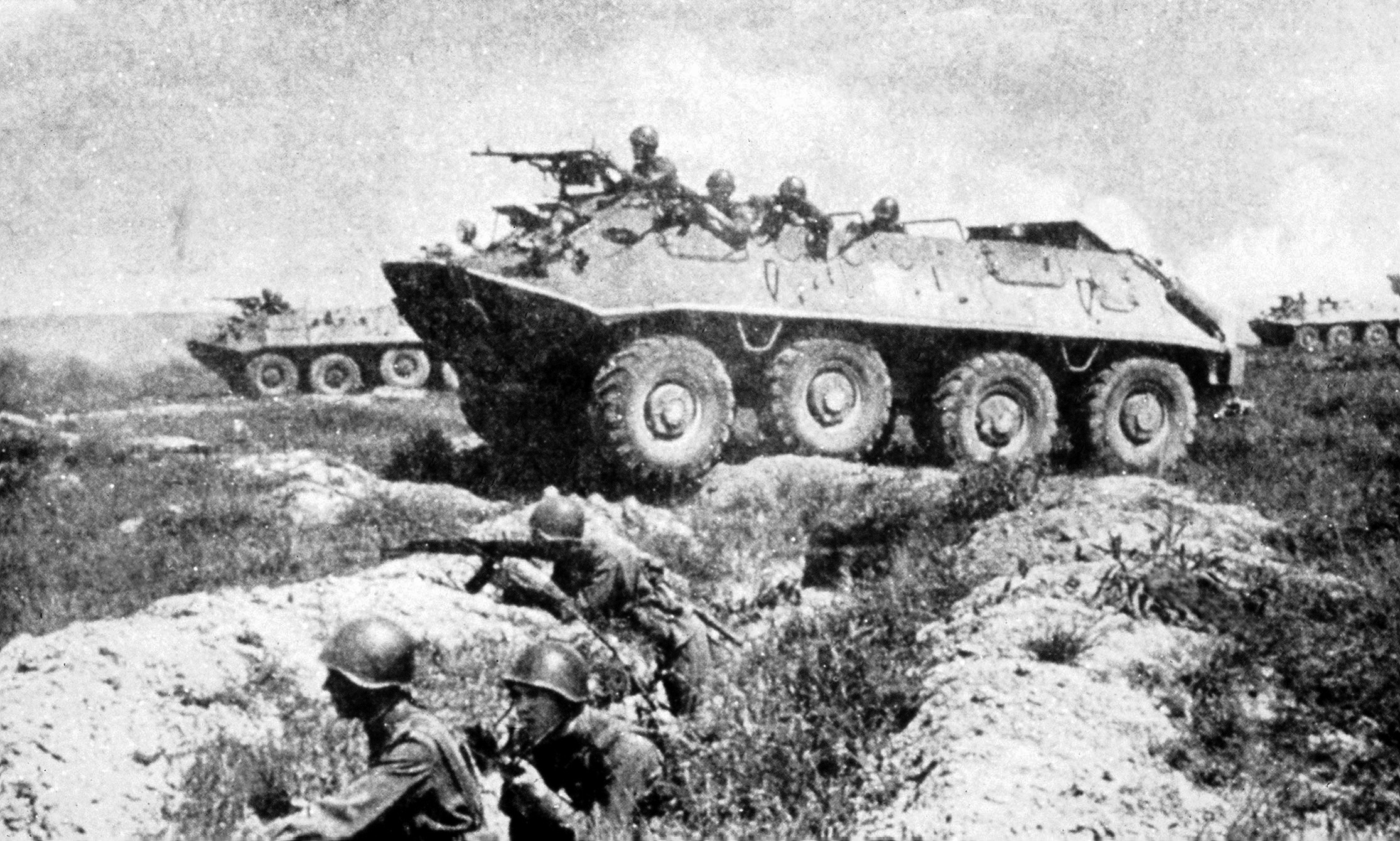
Transportoare blindate sovietice BTR-60P

În luna aprilie a anului 1963, Consiliul de Apărare al țării a luat decizia construirii în țară a prototipului unui transportor blindat pentru trupe dotat cu echipamente fabricate de industria autohtonă. Aceste echipamente au fost realizate la mai multe fabrici din țară și au fost montate în carcasa blindată a transportorului blindat pentru trupe de fabricație sovietică BTR-60P. Vehiculul, denumit oficial T.A.B.-63, era dotat cu două motoare românești SR-213, două cutii de viteze, două cutii de distribuție, axe cardanice, prize de putere, frâne, pompă de servodirecție hidraulică, o parte a instalației electrice și a sistemului centralizat de umflare a pneurilor, precum și mai multe elemente de suport ale cutiei blindate.
Transportorul blindat a fost supus testelor de anduranță și a parcurs 15 000 de kilometri efectivi în poligon. Abilitățile amfibii au fost testate timp de 26 de ore. În urma testelor, TAB-63 avea performanțe similare modelului sovietic BTR-60P dacă era dotat cu un sistem de transmisie corespunzător.
Deși TAB-63 nu a fost fabricat în serie, prin executarea acestui prototip inginerii români au căpătat experiență în proiectarea și asamblarea vehiculelor blindate de luptă complexe. 